# Kurt Feremutsch
Kurt Feremutsch (* 6. Juni 1920 in Grenchen; † 9. August 2004 in Biel/Bienne) war ein Schweizer Neuroanatom.

## Leben
Die Kindheit erlebte er in Solothurn, wo er auch die Primarschulen besuchte. Nach dem 5. Schuljahr trat er 1932 in das Gymnasium der Kantonsschule Solothurn über. Die Mittelschule schloss er im Herbst 1939 mit der Literarmatura Typ B ab. Im Oktober 1939 begann er das Studium der Medizin an der Universität Bern. Schon vor seinem 1945 absolvierten Staatsexamen widmete er sich unter Hans Bluntschli morphologischen Studien, aus denen einerseits die Dissertation und andererseits die Arbeit über den prägraviden Genitaltrakt und die Präimplantation hervorgingen. In den Semesterferien arbeitete er unter zweien Malen als stellvertretender Assistenzarzt am Bürgerspital Zug. Abschluss des Medizinstudiums an der Universität Bern mit dem Eidgenössischen Staatsexamen war im Dezember 1945. Im Februar 1946 erfolgte die Promotion zum Doktor der Medizin mit einer embryologischen Arbeit über «Die Histogenese der Schlüsselbeinentwicklung» unter der Leitung von Hans Bluntschli. Bis 1947 führte er unter Bluntschli wissenschaftliche Arbeiten am Anatomischen Institut der Universität Bern durch, teils gemeinsam mit Strauss.
Im März 1947 trat er in das Hirnanatomische Institut der Psychiatrischen Universitätsklinik Waldau (Direktor Jakob Klaesi) ein, wo er als wissenschaftlicher Mitarbeiter tätig war und seine Arbeitsrichtung der Neuroanatomie fand, der er bis zuletzt treu blieb. 1947 bis September 1949 neuroanatomische Studien unter Ernst Grünthal. Neben seiner Arbeit am Hirnanatomischen Institut führte er auch die Frauenabteilung der Heilanstalt und war gutachterlich tätig. Unter Maurice Rémy erlernte er die EEG-Diagnostik und war später selbständiger Leiter der EEG-Station der Klinik Waldau.
Nach zweijähriger Tätigkeit am Hirnanatomischen Institut der Psychiatrischen Universitätsklinik Waldau kehrte er 1949 bis 1950 an das Anatomische Institut der Universität Bern (Direktor Erich Hintzsche) zurück. Im Studienjahr 1950/51 übernahm er stellvertretend die Prosektur am Anatomischen Institut, da Prosektor Fritz Strauss in den USA weilte.
1950/51 erhielt er eine weitere wissenschaftliche Ausbildung am Hirnanatomischen Institut der Waldau als Stipendiat der Akademie der medizinischen Wissenschaften. Von 1950 bis 1955 setzte er seine hirnanatomischen Arbeiten in der Waldau fort und war dabei zeitweise auch klinischer Assistent, Abteilungsarzt und zugleich wissenschaftlicher Mitarbeiter am Hirnanatomischen Institut. Cytoarchitektonische Strukturanalysen des Zwischenhirns. Studium der Neuropathologie.
1953 verweilte er zu einem kurzen Studienaufenthalt am Hirnforschungsinstitut (Hugo Spatz) in Gießen, um sich über die Organisation dieser Forschungsstätte im Hinblick auf eine Reorganisation des Hirnanatomischen Instituts der Waldau zu informieren. Nach einem Aufenthalt am Max-Planck-Institut für Hirnforschung in Gießen 1955 verließ er die Waldau und kehrte als Assistent endgültig an das Anatomische Institut zurück.
1954 war die Habilitation für Hirnanatomie und Hirnpathologie mit einer Arbeit über «Strukturanalysen des menschlichen Hypothalamus» (Gutachten: Erich Hintzsche, Jakob Klaesi, Bernhard Walthard). 1962 erfolgte seine Beförderung zum Oberassistenten ad personam sowie eine Ernennung zum Mitglied der International Brain Research (IBRO). 1963 wurde er auf Einladung der Belgischen Forschungsgruppe offizieller Mitarbeiter und Referent am «Symposium sur la méthodologie de la différenciation morphologique du thalamus humain normal», das im Rahmen der Symposien der World Federation of Neurology in Loewen durchgeführt wurde. 1965/66 wurde er mit den Vorlesungen und der Leitung des 1. Präparierkurses betraut. 
1967 wurde Kurt Feremutsch zum vollamtlichen Extraordinarius für Anatomie, speziell Neuroanatomie und Leiter der Abteilung Neuroanatomie am Anatomischen Institut der Universität Bern befördert und übernahm, neben vereinzelten Vorlesungen in Anatomie, die Vorlesungen und Kurse in Neuroanatomie. Und so blieb es bis zu seiner Emeritierung. 
Feremutsch starb am 9. August 2004 in Biel.

## Leistungen
1945–1949 erschienen fünf Arbeiten zur allgemeinen und speziellen Embryologie, die von seinem Lehrer Prof. Hans Bluntschli geprägt sind. Ab 1948 folgten neuroanatomische Arbeiten, die sich zunächst mit dem Bauplan und der Zytoarchitektonik des Endhirns, besonders von subkortikalen Strukturen befassten, wie auch mit der Methodik der zytoarchitektonischen Strukturanalyse. Nach einigen Arbeiten über Strukturanalysen am menschlichen Gehirn wandte sich Feremutsch der vergleichenden Zytoarchitektonik des Endhirns bei Primaten zu. Unter den über 30 Arbeiten zu diesem Thema befinden sich auch einige zur Embryologie und pathologischen Anatomie des Zentralnervensystems.
In Anerkennung dieser Arbeiten erhielt Feremutsch 1955 den Auftrag, für das Handbuch der Primatologie die Kapitel Basalganglien, Thalamus und Mesencephalon zu verfassen. Diese drei Kapitel erschienen 1960–1965 und umfassen gegen 500 Seiten. Daneben publizierte Feremutsch auch noch einige Originalarbeiten zu diesen Themata. Die während dieser Zeit erschienenen 14 Originalarbeiten beziehen sich denn im Wesentlichen auch auf eine Publikation dieser strukturanalytischen Arbeiten bei Primaten.
1982 trat er in den Ruhestand. Seine Abschiedsvorlesung fand am 23. November 1982 im Gemeinschaftshörsaal (Gertrud Woker) der Universität Bern: «Anthropologischer Ausblick – Des Menschen leibliche Besonderheiten und seine geistige Existenz».
Sein wissenschaftliches Arbeitsgebiet betraf im Speziellen die Cytoarchitektonik, die Aufklärung des Ordnungsmusters der Nervenzellen in der grauen Hirnsubstanz, wozu er rund 50 Arbeiten publiziert hat, neben einer Reihe von Dissertationen, die unter seiner Leitung entstanden sind.
Zeitlebens beschäftigten ihn «des Menschen Form, Struktur und Gestalt» (griech. morphé); an erster Stelle war es die Architektur im «Organ der Seele» (1953), der Kontext von Morphologie und «geistigen Fähigkeiten» (1965), aber auch «anthropologisch-ontologische Aspekte», welche die Grenzen der Anatomie überschreiten und in seiner Abschiedsvorlesung (1982) ihren Ausdruck fanden.

## Werke
- Die Histogenese der Schlüsselbeinentwicklung. Inauguraldissertation, Bern 1946
- Strukturanalysen des menschlichen Hypothalamus. In: Mschr. Psych. Neurol. 130 (1955) (gleichzeitig Habilitationsschrift)
- Die Basalganglien der Primaten. In: Primatologia von Hofer, Schultz und Starck Vol. II/2 Nervensystem. Karger Basel (1961)
- Thalamus (der Primaten). In: Primatologia von Hofer, Schultz und Starck Vol. II/2 Nervensystem. Karger Basel (1963)
- Mesencephalon. In: Primatologia von Hofer, Schultz und Starck Vol. II/2 Nervensystem. Karger Basel (1965)